# Mysmena woodwardi
Mysmena woodwardi är en spindelart som beskrevs av Forster 1959. Mysmena woodwardi ingår i släktet Mysmena och familjen Mysmenidae. Inga underarter finns listade i Catalogue of Life.